# Campeonato Europeo de Rugby League 2014
El Campeonato Europeo de Rugby League de 2014 fue la trigésimo primera edición del principal torneo europeo de Rugby League.

## Equipos
- Escocia
- Francia
- Gales
- Irlanda

## Posiciones
| Equipo  | Encuentros | Encuentros | Encuentros | Encuentros | Tantos  | Tantos    | Tantos     | Puntos |
| Equipo  | jugados    | ganados    | empatados  | perdidos   | a favor | en contra | diferencia | Puntos |
| ------- | ---------- | ---------- | ---------- | ---------- | ------- | --------- | ---------- | ------ |
| Escocia | 3          | 2          | 0          | 1          | 89      | 60        | +29        | 4      |
| Francia | 3          | 2          | 0          | 1          | 92      | 66        | +26        | 4      |
| Irlanda | 3          | 2          | 0          | 1          | 72      | 51        | +21        | 4      |
| Gales   | 3          | 0          | 0          | 3          | 54      | 130       | –76        | 0      |

### Resultados
| 17 de octubre | Escocia | 42 - 18 | Gales |  |  |

| 18 de octubre | Irlanda | 22 - 12 | Francia |  |  |

| 25 de octubre | Irlanda | 4 - 25 | Escocia |  |  |

| 25 de octubre | Francia | 42 - 22 | Gales |  |  |

| 31 de octubre | Escocia | 22 - 38 | Francia |  |  |

| 2 de noviembre | Gales | 14 - 46 | Francia |  |  |

| Bandera de Escocia |
| Campeón Escocia    |
| Primer título      |